# Tauchsturmvögel
Die Tauchsturmvögel (Pelecanoides) oder Lummensturmvögel sind eine Gattung zu den Röhrennasen (Procellariiformes) gehörender Hochseevögel. Diese in den südlichen Ozeanen verbreiteten Vögel haben eine tauchende Lebensweise perfektioniert und dabei in konvergenter Evolution Ähnlichkeiten zu den Alkenvögeln entwickelt, worauf auch der Bestandteil „Lummen“ der alternativen Gattungsbezeichnung zurückzuführen ist, der für eine Alkengattung steht.

## Merkmale
Tauchsturmvögel sind 18 bis 25 cm lang und haben eine Flügelspannweite von 30 bis 38 cm. Ihr Gewicht liegt zwischen 86 und 185 g. Das Gefieder ist oberseits grau oder braun gefärbt, die Unterseite ist weiß. Es gibt keinen Geschlechtsdimorphismus. Anhand der Röhrenaufsätze auf ihrem Schnabel sind Tauchsturmvögel eindeutig als Mitglieder der Röhrennasen zu identifizieren. In ihrem gesamten Erscheinungsbild ähneln sie aber mehr einem kleinen Vertreter der Alken, zum Beispiel dem Krabbentaucher. Die Alken leben auf der Nordhalbkugel der Erde, während die Tauchsturmvögel, gemeinsam mit den Pinguinen, in den südlichen Ozeanen eine vergleichbare ökologische Nische realisiert haben.
Wie Alken besitzen Tauchsturmvögel einen dehnbaren Kehlsack, der als Nahrungsspeicher dienen kann. Dieses Merkmal hat ihnen zu dem Gattungsnamen Pelecanoides verholfen, wenngleich der Kehlsack viel weniger ausgeprägt als jener der Pelikane ist. Die Flügel sind kurz und kräftig und werden beim Tauchen zum Antrieb genutzt. Im Flug schlagen sie die Flügel mit hoher Frequenz. Oft wechselt die Fortbewegung zu Luft und zu Wasser in kurzer Folge ab; so können Tauchsturmvögel in Wellen hineinfliegen und auf der anderen Seite ihren Weg ohne Richtungsänderung fortsetzen. Die Füße tragen Schwimmhäute, und die Beine setzen weit hinten am Körper an. Dies ist eine Anpassung an das Schwimmen, ermöglicht an Land jedoch nur eine unbeholfene Fortbewegung.
Die Arten sind einander sehr ähnlich und auf größere Entfernungen praktisch nicht zu unterscheiden. Die Form des Schnabels und vor allem der Schnabelröhren sind die einzig sicheren Identifikationsmerkmale der einzelnen Arten.

## Verbreitung und Lebensraum
Wie viele andere Röhrennasen bevorzugen auch Tauchsturmvögel abgelegene Inseln als Brutrevier. Zwei der vier Arten, der Lummensturmvogel und der Magellansturmvogel, bleiben stets in Küstennähe, während sich die anderen Arten außerhalb der Brutzeit auch auf das offene Meer begeben. Die größten Kolonien befinden sich auf Inseln des Südpolarmeers, zum Beispiel auf Südgeorgien, Tristan da Cunha und den Antipoden-Inseln. Sie leben aber auch auf den Inseln vor den Küsten Chiles und Perus, in der Bass-Straße und in der Cookstraße.

## Lebensweise

### Aktivität
Wie Sturmschwalben gehen Tauchsturmvögel nur nachts an Land. Indem sie das Festland bei Tag ebenso wie in hellen Vollmondnächten meiden, entgehen sie den Raubmöwen, die sie bevorzugt kurz nach der Landung erbeuten, wenn sie relativ hilflos sind. Tauchsturmvögel brüten in großen Kolonien, auf See sind sie aber Einzelgänger. Während der Ruhephasen schwimmen sie an der Wasseroberfläche; die Nahrungssuche erfolgt fliegend oder tauchend. Im Falle einer Bedrohung fliehen sie eher tauchend als fliegend.

### Ernährung
Die Hauptnahrung der Tauchsturmvögel sind pelagisch lebende Krebstiere, vor allem Krill, Ruderfußkrebse und Flohkrebse. Kleine Fische und Kopffüßer werden dagegen nur ausnahmsweise erbeutet. An die Nahrung kommen sie meistens tauchend, wobei sie große Tiefen erreichen und mehrere Minuten unter Wasser bleiben können.

### Fortpflanzung
Tauchsturmvögel brüten in großen Kolonien, die Tausende Paare umfassen können. Diese befinden sich zumeist direkt an der Küste; auf unwirtlichen Inseln wie Südgeorgien kommt es aber vor, dass Tauchsturmvögel selbst einige Kilometer landeinwärts noch kleine Kolonien bilden. In diesen Regionen sind sie vor Beutegreifern weitgehend geschützt, da nur wenige andere Tiere in diesem subantarktischen, küstenfernen Habitat leben.
Schon einige Wochen vor der Brutzeit suchen die Vögel die Kolonien auf. Dies tun auch nicht brütende Jungvögel, die die Brutzeit mit ihren Artgenossen in der Kolonie verbringen. Die Nisthöhle wird in lockere Erde oder Guano gegraben. Zur Höhle führt ein bis zu 1,5 m langer Tunnel, der Ausgang ist meistens unter einem Stein oder in der Vegetation verborgen. In dieser Höhle legt das Weibchen ein einziges großes, weißes Ei, das von beiden Partnern sieben bis acht Wochen lang bebrütet wird. Die Jungvögel werden anschließend mit einem vorverdauten Nahrungsbrei gefüttert und im Alter von acht Wochen verlassen. Obwohl sie in diesem Alter noch Reste von Nestlingsdunen aufweisen, fliegen die Jungen nun allein auf das Meer hinaus.
Tauchsturmvögel werden im Alter von zwei Jahren geschlechtsreif, also sehr viel früher als andere Röhrennasen. Über die Lebenserwartung ist nichts bekannt, sie dürfte aber angesichts der frühen Geschlechtsreife relativ niedrig sein.

## Stammesgeschichte
Die ältesten fossilen Tauchsturmvögel wurden einem unbekannten Vertreter der Gattung Pelecanoides aus dem Pliozän Südafrikas zugeordnet. Insgesamt sind fossile Funde zu rar, um Aussagen über die evolutionäre Entstehung der Tauchsturmvögel treffen zu können.

## Systematik
Die Tauchsturmvögel galten lange Zeit als eine eigenständige Familie (Pelecanoididae) innerhalb der Röhrennasen. DNA-Vergleiche zeigten allerdings das die Gattung nah mit den Sturmvogelgattungen Pterodroma (Hakensturmtaucher) und Puffinus (Sturmtaucher) verwandt sind, die Sturmvögel also paraphyletisch in Bezug auf die Tauchsturmvögel sind. In neueren Publikationen werden die Tauchsturmvögel deshalb den Sturmvögeln zugeordnet.
Fünf Arten werden unterschieden:
- Garnot-Sturmvogel (Pelecanoides garnotii) vor den Küsten Perus und Chiles
- Magellansturmvogel (Pelecanoides magellani) vor den Küsten Patagoniens und Feuerlands
- Breitschnabel-Lummensturmvogel (Pelecanoides georgicus) subantarktische Meere
- Subantarktis-Lummensturmvogel (Pelecanoides urinatrix) weit verbreitet in südlich-gemäßigten und subantarktischen Meeren
- Pelecanoides whenuahouensis eine vom Aussterben bedrohte, Mitte 2018 beschriebene Art, die auf Codfish Island / Whenua Hou bei Neuseeland brütet.[4]

## Menschen und Tauchsturmvögel
Als Bewohner subantarktischer Inseln, die ihre Kolonien nur nachts aufsuchen, hatten Tauchsturmvögel kaum Berührungspunkte mit Menschen. Im Gegensatz zu anderen Röhrennasen folgen sie niemals Schiffen.
Indirekt hat der Mensch dennoch den Populationen geschadet: Der Garnot-Sturmvogel der chilenischen Küste pflegte früher seine Brutröhren im Guano anzulegen. Die kommerzielle Ausbeutung der Guanovorräte beraubte ihn seiner Nistplätze. Heute gibt es nur noch einige tausend Individuen auf vier Inseln. Die IUCN stuft die Art daher als stark gefährdet (endangered) ein.
Katastrophale Auswirkungen hatte auch die Einschleppung von Hauskatzen, Mardern und Ratten als Neozoen auf zuvor säugetierfreie subantarktische Inseln. Auf Marion Island hat eine Population von 2200 Hauskatzen die Kolonien des Lummensturmvogels und des Breitschnabelsturmvogels restlos vernichtet. Der von Katzen angerichtete Schaden wird auch auf den Crozetinseln augenfällig: Auf der katzenfreien Île de l’Est brüten mehrere Millionen Paare des Breitschnabel-Sturmvogels, während die Katzen auf den anderen Inseln die ursprünglich ebenso großen Kolonien erheblich dezimiert haben. Um dieses Massensterben zu verhindern, dem auch andere einheimische Tiere zum Opfer fallen, gibt es mancherorts Ausrottungskampagnen gegen die eingeschleppten Tierarten. Vor allem auf Inseln rund um Neuseeland ist es oft gelungen, Ratten und Katzen auszurotten und damit eine Erholung der Bestände von Tauchsturmvögeln zu ermöglichen.

## Belege und weiterführende Informationen